# The Frye Company
Pour les articles homonymes, voir Frye.

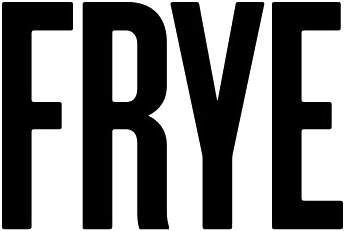
THE FRYE

The Frye Company est une fabrique de chaussures, de bottes et de maroquinerie. Fondée en 1863, c'est l'une des plus anciennes entreprises toujours en activité en Amérique,.